# Kalmthout
Kalmthout (nederländskt uttal: [ˈkɑlmtɦʌu̯t]) är en kommun i provinsen Antwerpen i regionen Flandern i Belgien. Kommunen har cirka 18 872 invånare (2020).